# Nuklearne elektrane po državama
Nuklearne elektrane po državama: trideset i jedna država svijeta proizvodi električnu energiju u nuklearnim elektranama
U Francuskoj služe kao primarni izvor električne energije. Neke zemlje planiraju započeti svoj nuklearni program. To uključuje OECD članove kao što su Poljska i zemlje u razvoju poput Bangladeša i Vijetnama. Kina i Indija provode ambiciozni program izgradnje i širenja nuklearne energije.

## Pregled
Izvori:
| Država                     | MW (Megavata) Električnog kapaciteta | Udio u proizvodnji |
| -------------------------- | ------------------------------------ | ------------------ |
| Argentina                  | 935                                  | 7,0%               |
| Armenija                   | 376                                  | 45,0%              |
| Belgija                    | 5 943                                | 51,7%              |
| Brazil                     | 1 901                                | 3,0%               |
| Bugarska                   | 1 906                                | 35,9%              |
| Češka                      | 3 686                                | 33,8%              |
| Finska                     | 2 721                                | 32,9%              |
| Francuska                  | 63 236                               | 75,2%              |
| Indija                     | 4 780                                | 2,2%               |
| Iran                       | 915                                  | < 0,1%             |
| Japan                      | 47 348                               | 28,9%              |
| Južna Koreja               | 18 716                               | 31,1%              |
| Južnoafrička Republika     | 1 800                                | 4,8%               |
| Kanada                     | 12 679                               | 14,8%              |
| Kina                       | 10 234                               | 1,9%               |
| Mađarska                   | 1 880                                | 43,0%              |
| Meksiko                    | 1 310                                | 4,8%               |
| Nizozemska                 | 485                                  | 3,7%               |
| Njemačka                   | 20 339                               | 26,1%              |
| Pakistan                   | 400                                  | 2,7%               |
| Rumunjska                  | 1 310                                | 20,6%              |
| Rusija                     | 23 084                               | 17,8%              |
| Slovačka                   | 1,760                                | 53,5%              |
| Slovenija i Hrvatska       | 696                                  | 37,9% + 8,0%       |
| Španjolska                 | 7 448                                | 17,5%              |
| Švedska                    | 9 399                                | 37,4%              |
| Švicarska                  | 3 252                                | 39,5%              |
| Tajvan                     | 4 927                                | 20,7%              |
| Ujedinjeno Kraljevstvo     | 10 962                               | 17,9%              |
| Ukrajina                   | 13 168                               | 48,6%              |
| Sjedinjene Američke Države | 101 229                              | 20,2%              |
| svijet                     | 376 313                              | 14%                |

## Popis nuklearnih reaktora po državama
U donju tablicu su uvršteni samo tržišni nuklearni reaktori (za dobivanje električne energije i grijanje), a podaci su prema Međunarodnoj agenciji za atomsku energiju. Istraživački nuklearni reaktori nisu uvršteni u popis. 
| Država                     | Nuklearnih reaktora u normalnom radu | U gradnji | Planirano | Opis |
| -------------------------- | ------------------------------------ | --------- | --------- | --- |
| Argentina                  | 2                                    | 1         | 2         | Nuklearne elektrane Embalse Río Tercero (1) i Atucha (1) |
| Armenija                   | 1                                    | 0         | 1         | Nuklearna elektrana Metsamor (1) |
| Bangladeš                  | 0                                    | 0         | 1         | |
| Bjelorusija                | 0                                    | 0         | 2         | |
| Belgija                    | 7                                    | 0         | 0         | Nuklearne elektrane Doel (4) i Tihange (3) |
| Brazil                     | 2                                    | 1         | 0         | Nuklearna elektrana Angra (2) |
| Bugarska                   | 2                                    | 0         | 1         | Nuklearna elektrana Kozloduj (2). Od Nuklearne elektrane Belene se odustalo. |
| Češka                      | 6                                    | 0         | 2         | Nuklearne eletrane Dukovani (4) i Temelín (2) |
| Egipat                     | 0                                    | 0         | 0         | Gradnja Nuklearne eletrane El Dabaa je zaustavljena nakon antinukleranih protesta 2012. |
| Finska                     | 4                                    | 1         | 1         | Nuklearne elektrane Olkiluoto (2) i Loviisa (2) |
| Francuska                  | 58                                   | 1         | 1         | Nuklearne elektrane Belleville (2), Blayais (4), Bugey (4), Cattenom (4), Chinon (4), Chooz (2), Civaux (2), Cruas (4), Dampierre (4), Fessenheim (2), Flamanville (2), Golfech (2), Gravelines (6), Nogent (2), Paluel (4), Penly (2), Saint-Alban (2), Saint-Laurent (2) i Tricastin (4), te Nuklearno postrojenje Marcoule i Nuklearno postrojenje COGEMA La Hague. |
| Hrvatska                   | 1                                    | 0         | 0         | Nuklearna elektrana Krško (u 50% vlasništvu Hrvatske) |
| Indija                     | 20                                   | 4         | 20        | Nuklearne elektrane Tarapur (4), Radžastan (6), Madras (2), Narora (2), Kakrapar (2), Kaiga (4) |
| Indonezija                 | 0                                    | 0         | 2         | |
| Iran                       | 1                                    | 1         | 2         | Nuklearna elektrana Bušeher (1) |
| Japan                      | 0 (55)*                              | 0 (2)*    | 0 (12)*   | Nuklearne elektrane Fukushima Daiichi (6), Fukushima Daini (4), Genkai (4), Hamaoka (3), Higashidōri (1), Ikata (3), Kashiwazaki-Kariwa (7), Mihama (3), Monju (1), Ōi (4), Onagawa (3), Sendai (2), Shika (2), Shimane (2), Takahama (4), Tōkai (1), Tomari (3) i Tsuruga (2). * - trenutno su svi nuklearni reaktori izvan pogona i ne proizvode električnu energiju |
| Južna Koreja               | 21                                   | 7         | 4         | Nuklearne elektrane Kori (5), Uljin (6), Wolseong (4), Yeonggwang (6) |
| Južnoafrička Republika     | 2                                    | 0         | 3         | Nuklearna elektrana Koeberg (2) |
| Kanada                     | 18                                   | 2         | 4         | Nuklearne elektrane Pickering (6), Darlington (4), Bruce (6), Gentilly (2) |
| Kina                       | 13                                   | 27        | 50        | Nuklearne elektrane Daya Bay (2), Ling Ao (3), Qinshan (6), Tianwan (2) |
| Kazahstan                  | 0                                    | 0         | 2         | |
| Mađarska                   | 4                                    | 0         | 0         | Nuklearna elektrana Paks (4) |
| Meksiko                    | 2                                    | 0         | 0         | Nuklearna elektrana Laguna Verde (2) |
| Nizozemska                 | 1                                    | 0         | 0         | Nuklearna elektrana Borssele (1) |
| Njemačka                   | 9                                    | 0         | 0         | Nuklearne elektrane Brokdorf (1), Emsland (1), Grafenrheinfeld (1), Grohnde (1), Gundremmingen (2), Isar (1), Neckarwestheim (1), i Philippsburg (1). Njemačka je vlada 30. svibnja 2011. objavila svoju odluku o zatvaranju svih 17 nuklearnih elektrana do 2022. Ista vlada je odmah nakon nesreće u Japanu zatvorila, tada privremeno, 7 najstarijih nuklearki koje su po dizajnu slične Fukushimi Daiichi. Trenutno je obustavljena i osma nuklearka, a najkasnije do 2021. plan je zatvoriti narednih 6 i zadnje 3 godinu poslije. |
| Pakistan                   | 3                                    | 1         | 2         | Nuklearne elektrane Chashma (2) i Karachi (1) |
| Poljska                    | 0                                    | 0         | 6         | |
| Rumunjska                  | 2                                    | 0         | 2         | Nuklearna elektrana Cernavodă (2) |
| Rusija                     | 32                                   | 10        | 14        | Nuklearne elektrane Balakovo (4), Belojarsk (1), Bilibino (4), Kalinin (3), Kola (4), Kursk (4), Novovoronjež (3), Smolensk (3), Lenjingrad (4) i Rostov (2) |
| Slovačka                   | 4                                    | 2         | 0         | Nuklearne elektrane Bohunice (2) i Mochovce (2) |
| Slovenija                  | 1                                    | 0         | 0         | Nuklearna elektrana Krško (u 50% vlasništvu Slovenije) |
| Španjolska                 | 8                                    | 0         | 0         | Nuklearne elektrane Almaraz (2), Ascó (2), Cofrentes (1), Santa María de Garoña (1), Trillo (1) i Vandellòs (1) |
| Šri Lanka                  | 0                                    | 0         | 1         | |
| Švedska                    | 10                                   | 0         | 0         | Nuklearne elektrane Forsmark (3), Oskarshamn (3) i Ringhals (4) |
| Švicarska                  | 5                                    | 0         | 0         | Nuklearne elektrane Beznau (2), Gösgen (1), Leibstadt (1) i Mühleberg (1) |
| Tajvan                     | 6                                    | 2         | 1         | Nuklearne elektrane Chin Shan (2), Kuosheng (2) i Nanwan (2) |
| Tajland                    | 0                                    | 0         | 1         | |
| Turska                     | 0                                    | 0         | 4         | |
| Ujedinjeni Arapski Emirati | 0                                    | 0         | 4         | |
| Ujedinjeno Kraljevstvo     | 19                                   | 0         | 4         | Nuklearne elektrane Dungeness (2), Hartlepool (2), Heysham (4), Hinkley Point (2), Hunterston (2), Sizewell (1), Torness (2) i Wylfa (1) |
| Ukrajina                   | 15                                   | 0         | 2         | Nuklearne elektrane Hmeljnička (1), Rivne (3), Južna Ukrajina (3), Zaporiška (6) |
| Sjedinjene Američke Države | 104                                  | 1         | 9         | Nuklearne elektrane Beaver (2), Calvert Cliffs (2), James A. FitzPatrick (1), Ginna (1), Hope Creek (1), Indian Point (2), Limerick (2), Millstone (2), Nine Mile Point (2), Oyster Creek (1), Peach Bottom (2), Pilgrim (1), Salem (2), Seabrook (1), Susquehanna (2), Three Mile Island (1), Vermont Yankee (1), Browns Ferry (3), Brunswick (2), Catawba (2), Crystal River 3 (1), Joseph M. Farley (2), Edwin I. Hatch (2), McGuire (2), North Anna (2), Oconee (3), H. B. Robinson (1), Sequoyah (2), Shearon Harris (1), St. Lucie (2), Virgil C. Summer (1), Surry (2), Turkey Point (2), Alvin W. Vogtle (2), Watts Bar (1), Byron (2), Braidwood (2), Clinton (1), Davis-Besse (1), Donald C. Cook (2), Dresden (2), Duane Arnold (1), Enrico Fermi (1), Kewaunee (1), LaSalle County (2), Monticello (1), Palisades (1), Perry (1), Point Beach (2), Prairie Island (2), Quad Cities (2), Arkansas Nuclear One (2), Callaway (1), Columbia (1), Comanche Peak (2), Cooper (1), Diablo Canyon (2), Fort Calhoun (1), Grand Gulf (1), Palo Verde (3), River Bend (1), San Onofre (2), South Texas (2), Waterford (1), Wolf Creek (1) |
| Vijetnam                   | 0                                    | 0         | 4         | |
| Svijet                     | 425                                  | 60        | 150       | |